# My Lovin' (You're Never Gonna Get It)
My Lovin' (You're Never Gonna Get It) è un singolo del gruppo musicale statunitense En Vogue, pubblicato il 17 marzo 1992 come primo estratto dal secondo album in studio Funky Divas.
Scritto e prodotto da Denzil Foster e Thomas McElroy, il brano ha avuto un successo immediato: ha raggiunto la posizione numero 1 nella Hot R&B/Hip-Hop Songs di Billboard e la posizione numero 2 nella Billboard Hot 100, oltre ad essere stato certificato disco d'oro dalla RIAA per aver venduto oltre 500 000 copie negli Stati Uniti d'America. Il singolo ha avuto successo anche in molte altre classifiche internazionali, diventando uno dei singoli di maggior successo della band. Il video del brano ha ricevuto sei nomination agli MTV Video Music Awards del 1992, vincendo nella categoria "Miglior Coreografia in un Video". Il brano ha ricevuto una nomination ai Grammy Awards del 1993 nella categoria Miglior Canzone R&B ed è stato inserito in molte classifiche riguardanti le migliori canzoni degli anni novanta o i migliori brani R&B.

## Video musicale
il videoclip del brano è stato diretto da Matthew Rolston e girato nel febbraio 1992. Il video inizia con una sequenza in cui le quattro cantanti del gruppo ballano contro uno sfondo bianco su tacchi a spillo alti, indossando abiti corti argentati. Scene successive utilizzano una fotografia blu o il bianco e nero: in queste scene le quattro ragazze indossano pagliaccetti neri e parrucche di boccoli mentre eseguono una coreografia alla sbarra, oppure siedono su una poltrona girevole o mostrano i loro primi piani. Nel frattempo vengono mostrate scene di una coppia che si apparta in un locale (in completa fotografia blu) e di una donna che schiaffeggia un uomo mettendolo K.O., con una fotografia in bianco e nero che ricorda quella dei film noir. Il video alterna per tutta la sua durata immagini di danzatori che eseguono passi di break dance o di hip hop.

## Riconoscimenti
Il brano è stato il primo del gruppo a ricevere una nomination ai Grammy, ottenendo una nomination nella categoria "Miglior canzone R&B" alla cerimonia del 1993, ma il premio è andato a End of the Road dei Boyz II Men. Il brano ha ricevuto anche due nomination ai Soul Train Awards dello stesso anno, nelle categorie "Miglior Canzone R&B" e "Miglior Singolo R&B/Soul di un Gruppo". Il videoclip del brano ha ottenuto ben sei nomination agli MTV Video Music Awards del 1992, vincendo nella categoria "Miglior Coreografia in un Video".
Il canale musicale VH1 ha inserito la canzone nella lista delle 100 migliori canzoni degli anni novanta alla posizione 43; le En Vogue sono presenti nella stessa classifica al numero 23 con Whatta Man, singolo del 1994 delle Salt-n-Pepa in cui collaborarono. VH1 ha inserito la canzone anche nella lista delle 40 migliori canzoni R&B degli anni '90, alla posizione numero 11.
La webzine musicale Pitchfork ha inserito la canzone tra le 200 migliori tracce degli anni '90 alla posizione numero 166.
La rivista Slant ha inserito il pezzo al numero 39 nella classifica dei migliori singoli degli anni '90, notando come "le En Vogue vacillino tra la seconda e la terza persona in modo che non siate mai sicuri se stiano parlando per conto proprio o di qualcun altro. Il groove è talmente onnicompresivo, che probabilmente si tratta di entrambi i casi."

## Performance live
Il singolo è stato supportato da una promozione che prevedeva l'esibizione live del brano in diversi programmi televisivi e premiazioni. La canzone è stata eseguita live a Top of the Pops in Inghilterra, aiutando il singolo ad entrare nella top5 britannica. Il gruppo ha eseguito il brano il 10 giugno 1992 sul palco della prima edizione degli MTV Movie Awards. Successivamente il brano fu eseguito sul palco dei Grammy Awards del 1993, quando la canzone era nominata come "Miglior Canzone R&B".

## Tracce
CD Maxi
1. My Lovin' (You're Never Gonna Get It) (Radio Edit) 4:11
2. My Lovin' (You're Never Gonna Get It) (Extended) 5:01
3. My Lovin' (You're Never Gonna Get It) (LP Version) 4:41
4. My Lovin' (You're Never Gonna Get It) (Ext Edit) 4:12

7" Single
1. My Lovin' (You're Never Gonna Get It) (Radio Edit) 4:11
2. My Lovin' (You're Never Gonna Get It) (Ext Edit) 4:12

## Successo commerciale
Il brano ha raggiunto la prima posizione della classifica R&B/Hip-Hop di Billboard il 16 maggio 1992, diventando la quarta numero 1 per la band in questa classifica. Il singolo ha passato due settimane consecutive in cima alla classifica. Nella Hot 100 il singolo è entrato il 21 marzo 1992 alla posizione numero 71, e la settimana successiva era già alla posizione 47. Il singolo ha raggiunto la seconda posizione della Hot 100 durante la stessa settimana in cui ha raggiunto la prima della classifica R&B, diventando il secondo singolo del gruppo a raggiungere la posizione numero 2 statunitense dopo Hold On; il singolo è rimasto alla posizione numero 2 per tre settimane consecutive, diventando una delle canzoni che cercarono di mettere fine al dominio di Jump dei Kriss Kross al numero 1. Il brano ha passato un totale di 30 settimane nella Hot 100, di cui 13 spese in top10 e 22 nella top40. Il singolo ha raggiunto la prima posizione della classifica radiofonica statunitense grazie all'enorme passaggio in radio, rimanendo in vetta per quattro settimane consecutive. Billboard ha inserito la canzone alla posizione numero 7 nella classifica annuale dei singoli di maggior successo del 1992. Grazie alla vendita di oltre 500 000 copie, il brano ha ricevuto il 13 maggio 1992 la certificazione di disco d'oro dalla RIAA.
La canzone ha avuto un buon successo al di fuori degli Stati Uniti. Nel Regno Unito è stato il secondo singolo del gruppo ad entrare nella top5 della classifica, dove ha raggiunto la quarta posizione, diventando il singolo di maggior successo del gruppo nella classifica britannica. In Irlanda il singolo ha raggiunto la posizione numero 9 e ha passato sei settimane in classifica. In Nuova Zelanda è stato il secondo singolo della band ad entrare in classifica, dove ha raggiunto la posizione numero 11 e ha passato 9 settimane in classifica. In Australia invece è stato il primo singolo della band ad entrare in classifica, ma si è fermato al numero 36.
Nei Paesi Bassi è stato il secondo singolo delle En Vogue a raggiungere la posizione numero 10 dopo Hold On, mentre sia in Austria che in Svizzera è stato il loro primo singolo ad entrare in classifica, raggiungendo in entrambi i casi la top20. In Svezia il singolo ha passato solo 5 settimane nella top40 ma ha raggiunto la posizione numero 19.

## Classifiche
| Classifica (1992)                 | Posizione |
| --------------------------------- | --------- |
| Austria                           | 13        |
| Australia                         | 36        |
| Paesi Bassi                       | 10        |
| Francia                           | 34        |
| Germania                          | 23        |
| Irlanda                           | 9         |
| Nuova Zelanda                     | 11        |
| Svezia                            | 19        |
| Svizzera                          | 16        |
| Regno Unito                       | 4         |
| USA Billboard Hot 100             | 2         |
| USA Billboard Hot 100 Airplay     | 1         |
| USA Billboard Hot R&B Singles     | 1         |
| USA Billboard Hot Dance Club Play | 8         |